# Хосе Родрігес Мояно
Мояно Хосе Родрігес (ісп. José Rodríguez Moyano; нар. (22 лютого 1951, Кордоба) — іспанський дипломат. Надзвичайний і Повноважний посол Іспанії в Україні.

## Біографія
Народився 22 лютого 1951 року в Кордоба. У 1978 році отримав вищу юридичну освіту, магістр права.
На дипломатичній службі з 1978 року. Служив у посольстві Іспанії в Радянському Союзі, Аргентині, Парагваї та Венесуелі.
Був заступником Глави Місії Іспанії в Асунсьйоні, Бразилії і Каракасі, а також Генеральним консулом у Баїя Бланка (Аргентина).
У Міністерстві закордонних справ обіймав посади заступника начальника Управління Північної Америки, заступника начальника Управління Східної Європи.
У 1978—1981 рр. — секретар Посольства Іспанії у СРСР.
У 2002—2006 рр. — заступник Глави Місії Посольства Іспанії в Росії.
У 2006—2007 рр. — займав посаду заступника начальника управління Східної Європи та інших європейських країн-нечленів Євросоюзу
У 2007—2009 рр. — заступник генерального директора Східної Європи МЗС Іспанії.
З 2009 — Надзвичайний і Повноважний Посол Іспанії в Києві (Україна).